# Герб комуни Сеффле
Герб комуни Сеффле (швед. Säffle kommunvapen) — символ шведської адміністративно-територіальної одиниці місцевого самоврядування комуни Сеффле. 

## Історія
Герб торговельного містечка (чепінга) Сеффле отримав королівське затвердження 1950 року. З 1951 року воно набуло права міста, а герб залишився у використанні без змін.
Після адміністративно-територіальної реформи, проведеної в Швеції на початку 1970-х років, муніципальні герби стали використовуватися лишень комунами. Цей герб був 1971 року перебраний для нової комуни Сеффле.
Герб комуни офіційно зареєстровано 1974 року.

## Опис (блазон)
Щит перетятий хвилясто на золоте і синє поля, з останнього виходить синій орел з розгорнутими крильми та з червоними дзьобом і язиком. 

## Зміст
Хвилясте ділення і синє полє означає канал Сеффле, який з’єднує озера Венерн і Глафсфйорден. Орел походить з герба ландскапу Вермлан.